# Decimo Dell'Arsina
Decimo Dell'Arsina (25 agosto 1908 – ...) è stato un ciclista su strada italiano.
Ha corso come ciclista indipendente dal 1927 al 1938.

## Carriera
Nel corso della sua carriera ha sempre corso individualmente, senza mai far parte di un team. Chiuse la carriera senza vittorie, ma con diversi buoni piazzamenti, in particolare due secondi posti nel Giro di Romagna nel 1930 e nella Coppa Zucchi (in cui ottenne anche un terzo e un quarto in altre due edizioni). Conta tre partecipazioni al Giro d'Italia, concludendone due: uno nel 1932, finito al 50º posto, ad oltre 3 ore di distacco dal vincitore, e uno nel 1933, durante la quale chiuse in top-10 nella terza e quattordicesima tappa (in ex aequo con tanti altri corridori) e con il 25º posto finale, ad 1 ora dal vincitore Alfredo Binda accumulate nelle 17 tappe di corsa; chiuse inoltre 8º nella classifica isolati a mezz'ora circa da Camillo Erba e 11º nella classifica indipendenti vinta da Carlo Moretti. 
Ha partecipato anche a due Milano-Sanremo e ad un Giro di Lombardia, chiuso all'ottavo posto. Tra le corse di un giorno, vanta discreti piazzamenti al Giro di Toscana, un decimo posto alle Tre Valli Varesine e un tredicesimo posto alla Pistoia-Prunetta nel 1933, valido quell'anno come 4º appuntamento (su 5 totali) del campionato italiano.

## Piazzamenti

### Grandi giri
- Giro d'Italia

1932: 50º
1933: 25º
1934: non partito (7ª tappa)

### Classiche
- Milano-Sanremo

1931: 36º
1938: 98º
- Giro di Lombardia

1930: 8º